# Acerorhinus
Acerorhinus és un gènere extint de mamífers perissodàctils de la família dels rinoceronts (Rhinocerotidae) que visqueren a Euràsia durant el Miocè. Se n'han trobat restes fòssils a Bulgària, Grècia, Romania, Turquia i la Xina. Era un animal braquidont i brostejador, a diferència de la majoria dels altres aceraterins, que eren pasturadors. El nom genèric Acerorhinus significa ‘nas sense banyes’ en llatí.